# E.Y.C.
E.Y.C. (также известна как Express Yourself Clearly) — американская поп/R&B группа, состоявшая из Дэймона Батлера, Дэйва Леффлера и Маккей Трей Паркера.
E.Y.C. сформировались, чтобы добиться успеха в своей стране, но стали более популярными за границей, в Великобритании и Австралии. Когда группа формировалась, Паркер играл Кида Блинка в диснеевском фильме «Продавцы новостей». Паркер и Батлер впервые встретились в качестве танцоров в туре Tiffany and New Kids on the Block. Они были первыми, кто выиграл Smash Hits Poll Winners Party как лучший роуд-шоу, который положил начало карьере Boyzone, Backstreet Boys и многих других в последующие годы. Группа также гастролировала с Уитни Хьюстон и Prince.

## Дискография

### Синглы Великобритании
- «Feelin' Alright» № 16
- «The Way You Work It» № 14
- «Number One» № 27
- «Black Book» № 13
- «One More Chance» № 25
- «Ooh-Ah-Aa (I Feel It)» № 33
- «In The Beginning» № 41

### Альбомы в Великобритании
- Express Yourself Clearly (1993) № 14
- EYC Ya! — The Express Remixes (1995) — Азия
- Ooh Ah Aa (I Feel It) (1995)
- Put It On (1996) — Только Европейский релиз
- I Feel It (1999)

### Синглы США
- «This Thing Called Love» № 30
- «Only a Dream» № 35

### Австралийские синглы
- «Feelin' Alright» — достиг пика на 7 строке, оставался в чартах в течение 16 недель
- «The Way You Work It» — достиг пика под номером 41, оставался в чартах в течение 8 недель
- «Black Book» — достиг пика под номером 25, оставался в чартах в течение 8 недель

### Видео
- The Video Express (1994, только в Японии)